# گائوسو یوسف سیبی
گائوسو یوسف سیبی (انگلیسی: Gaoussou Youssouf Siby؛ زادهٔ ۱۵ آوریل ۲۰۰۰) بازیکن فوتبال اهل گینه است.
وی همچنین در تیم ملی فوتبال گینه بازی کرده است.